# Regions Morgan Keegan Championships and the Cellular South Cup 2007 - Qualificazioni singolare femminile
Le qualificazioni del singolare femminile del Regions Morgan Keegan Championships and the Cellular South Cup 2007 sono state un torneo di tennis preliminare per accedere alla fase finale della manifestazione. I vincitori dell'ultimo turno sono entrati di diritto nel tabellone principale. In caso di ritiro di uno o più giocatori aventi diritto a questi sono subentrati i lucky loser, ossia i giocatori che hanno perso nell'ultimo turno ma che avevano una classifica più alta rispetto agli altri partecipanti che avevano comunque perso nel turno finale.
Le qualificazioni del torneo Regions Morgan Keegan Championships and the Cellular South Cup  2007 prevedevano 32 partecipanti di cui 4 sono entrati nel tabellone principale.

## Teste di serie
1. Yulia Fedossova (ultimo turno)
2. Assente
3. Abigail Spears (Qualificata)
4. Anne Keothavong (primo turno)

1. Assente
2. Anda Perianu (secondo turno)
3. Natalie Grandin (ultimo turno)
4. Assente
5. Lucie Hradecká (secondo turno)
6. Carly Gullickson (ultimo turno)

## Qualificati
1. Alina Židkova
2. Ioana Raluca Olaru

1. Abigail Spears
2. Kelly Liggan

## Tabellone

### Legenda
| - Q = Qualificato - WC = Wild card - LL = Lucky loser | - ALT = Alternate - SE = Special Exempt - PR = Protected Ranking | - w/o = Walkover - r = Ritirato - d = Squalificato |

### Sezione 1
|  | Primo turno         | Primo turno         | Primo turno         | Primo turno | Primo turno |  |  | Secondo turno | Secondo turno   | Secondo turno   | Secondo turno | Secondo turno |   |   | Ultimo turno | Ultimo turno    | Ultimo turno    | Ultimo turno | Ultimo turno |  |
|  |                     |                     |                     |             |             |  |  |               |                 |                 |               |               |   |   |              |                 |                 |              |              |  |
|  | 1                   | Yulia Fedossova     | Yulia Fedossova     | 6           | 6           |  |  |               |                 |                 |               |               |   |   |              |                 |                 |              |              |  |
|  |                     | Lindsay Lee-Waters  | Lindsay Lee-Waters  | 4           | 2           |  |  | 1             | Yulia Fedossova | Yulia Fedossova | 7             | 6             |   |   |              |                 |                 |              |              |  |
|  | Diana Ospina        | Diana Ospina        | Diana Ospina        | 6           | 6           |  |  |               | Diana Ospina    | Diana Ospina    | 5             | 4             |   |   |              |                 |                 |              |              |  |
|  | Amy Dillingham      | Amy Dillingham      | Amy Dillingham      | 0           | 0           |  |  |               |                 |                 |               |               |   |   | 1            | Yulia Fedossova | Yulia Fedossova | 5            | 2            |  |
|  | Alina Židkova       | Alina Židkova       | Alina Židkova       | 7           | 7           |  |  |               |                 |                 | Alina Židkova | Alina Židkova | 7 | 6 |              |                 |                 |              |              |  |
|  | Alexandra Stevenson | Alexandra Stevenson | Alexandra Stevenson | 5           | 68          |  |  |               | Alina Židkova   | Alina Židkova   | 7             | 7             |   |   |              |                 |                 |              |              |  |
|  | 6                   | Anda Perianu        | Anda Perianu        | 6           | 6           |  |  | 6             | Anda Perianu    | Anda Perianu    | 5             | 6             |   |   |              |                 |                 |              |              |  |
|  |                     | Stacia Fonseca      | Stacia Fonseca      | 2           | 2           |  |  |               |                 |                 |               |               |   |   |              |                 |                 |              |              |  |

### Sezione 2
|  | Primo turno        | Primo turno          | Primo turno          | Primo turno      | Primo turno |  |  | Secondo turno | Secondo turno      | Secondo turno      | Secondo turno    | Secondo turno |   |   | Ultimo turno | Ultimo turno       | Ultimo turno | Ultimo turno | Ultimo turno |  |
|  |                    |                      |                      |                  |             |  |  |               |                    |                    |                  |               |   |   |              |                    |              |              |              |  |
|  | 10                 | Lucie Hradecká       | Lucie Hradecká       | 6                | 6           |  |  |               |                    |                    |                  |               |   |   |              |                    |              |              |              |  |
|  |                    | Svetlana Krivencheva | Svetlana Krivencheva | 1                | 2           |  |  | 10            | Lucie Hradecká     | Lucie Hradecká     | 3                | 1             |   |   |              |                    |              |              |              |  |
|  | Ioana Raluca Olaru | Ioana Raluca Olaru   | 6                    | 1                | 6           |  |  |               | Ioana Raluca Olaru | Ioana Raluca Olaru | 6                | 6             |   |   |              |                    |              |              |              |  |
|  | Michaela Paštiková | Michaela Paštiková   | 4                    | 6                | 1           |  |  |               |                    |                    |                  |               |   |   |              | Ioana Raluca Olaru | 7            | 2            | 6            |  |
|  | Anamika Bhargava   | Anamika Bhargava     | Anamika Bhargava     | 6                | 6           |  |  |               |                    | 9                  | Carly Gullickson | 6             | 6 | 3 |              |                    |              |              |              |  |
|  | Chrissie Seredni   | Chrissie Seredni     | Chrissie Seredni     | 1                | 3           |  |  |               | Anamika Bhargava   | 6                  | 2                | 6             |   |   |              |                    |              |              |              |  |
|  | 9                  | Carly Gullickson     | Carly Gullickson     | Carly Gullickson | W-O         |  |  | 9             | Carly Gullickson   | 3                  | 6                | 7             |   |   |              |                    |              |              |              |  |
|  |                    | Sarah Borwell        |                      |                  |             |  |  |               |                    |                    |                  |               |   |   |              |                    |              |              |              |  |

### Sezione 3
|  | Primo turno        | Primo turno             | Primo turno        | Primo turno | Primo turno |  |  | Secondo turno      | Secondo turno      | Secondo turno      | Secondo turno     | Secondo turno |   |   | Ultimo turno | Ultimo turno   | Ultimo turno | Ultimo turno | Ultimo turno |  |
|  |                    |                         |                    |             |             |  |  |                    |                    |                    |                   |               |   |   |              |                |              |              |              |  |
|  | 3                  | Abigail Spears          | 6                  | 3           | 6           |  |  |                    |                    |                    |                   |               |   |   |              |                |              |              |              |  |
|  |                    | Brenda Schultz-McCarthy | 1                  | 6           | 3           |  |  | 3                  | Abigail Spears     | Abigail Spears     | 6                 | 6             |   |   |              |                |              |              |              |  |
|  | Maria Abramović    | Maria Abramović         | Maria Abramović    | 6           | 6           |  |  |                    | Maria Abramović    | Maria Abramović    | 0                 | 3             |   |   |              |                |              |              |              |  |
|  | Tetjana Lužans'ka  | Tetjana Lužans'ka       | Tetjana Lužans'ka  | 3           | 0           |  |  |                    |                    |                    |                   |               |   |   | 3            | Abigail Spears | 6            | 4            | 6            |  |
|  | Angelika Bachmann  | Angelika Bachmann       | 6(1)               | 7           | 6           |  |  |                    |                    |                    | Angelika Bachmann | 4             | 6 | 2 |              |                |              |              |              |  |
|  | Ekaterina Makarova | Ekaterina Makarova      | 7                  | 68          | 4           |  |  | Angelika Bachmann  | Angelika Bachmann  | Angelika Bachmann  | 6                 | 6             |   |   |              |                |              |              |              |  |
|  | Chanelle Scheepers | Chanelle Scheepers      | Chanelle Scheepers | 6           | 6           |  |  | Chanelle Scheepers | Chanelle Scheepers | Chanelle Scheepers | 4                 | 1             |   |   |              |                |              |              |              |  |
|  | Petra Rampre       | Petra Rampre            | Petra Rampre       | 2           | 2           |  |  |                    |                    |                    |                   |               |   |   |              |                |              |              |              |  |

### Sezione 4
|  | Primo turno          | Primo turno          | Primo turno         | Primo turno     | Primo turno |  |  | Secondo turno   | Secondo turno        | Secondo turno   | Secondo turno   | Secondo turno   |   |   | Ultimo turno | Ultimo turno | Ultimo turno | Ultimo turno | Ultimo turno |  |
|  |                      |                      |                     |                 |             |  |  |                 |                      |                 |                 |                 |   |   |              |              |              |              |              |  |
|  |                      | Kelly Liggan         | Kelly Liggan        | Kelly Liggan    | W-O         |  |  |                 |                      |                 |                 |                 |   |   |              |              |              |              |              |  |
|  | 4                    | Anne Keothavong      | Anne Keothavong     | Anne Keothavong |             |  |  | Kelly Liggan    | Kelly Liggan         | Kelly Liggan    | 6               | 1               |   |   |              |              |              |              |              |  |
|  | Līga Dekmeijere      | Līga Dekmeijere      | Līga Dekmeijere     | 6               | 6           |  |  | Līga Dekmeijere | Līga Dekmeijere      | Līga Dekmeijere | 2               | 0r              |   |   |              |              |              |              |              |  |
|  | Marjorie Ondeck      | Marjorie Ondeck      | Marjorie Ondeck     | 1               | 0           |  |  |                 |                      |                 |                 |                 |   |   |              | Kelly Liggan | Kelly Liggan | 6            | 6            |  |
|  | Mirjana Lučić-Baroni | Mirjana Lučić-Baroni | 1                   | 6               | 6           |  |  |                 |                      | 7               | Natalie Grandin | Natalie Grandin | 2 | 0 |              |              |              |              |              |  |
|  | Melanie Oudin        | Melanie Oudin        | 6                   | 3               | 3           |  |  |                 | Mirjana Lučić-Baroni | 4               | 6               | 2               |   |   |              |              |              |              |              |  |
|  | 7                    | Natalie Grandin      | Natalie Grandin     | 7               | 6           |  |  | 7               | Natalie Grandin      | 6               | 3               | 6               |   |   |              |              |              |              |              |  |
|  |                      | Story Tweedie-Yates  | Story Tweedie-Yates | 5               | 2           |  |  |                 |                      |                 |                 |                 |   |   |              |              |              |              |              |  |